# 体
体（體、躰、躯、身体、からだ）、身体（しんたい）は、生物学的かつ文化的に規定された、有機体としての人間や動物の構造を指す。人間は身体を通じて世界を経験し、世界を構成する。

## 概説
「体」という言葉は文脈に応じて、「身体（しんたい）」が同義語であったり、「胴」が同義語であったり「肉体（にくたい）」が同義語であったりする。頭・胴・手足などをまとめて「体」と呼ぶこともあり（この場合、五体とも身体とも言う）、五体から頭や手足を除いた部分（この場合、胴ともいえる）を「体」と呼ぶこともある。
「体と心」あるいは「体と魂」というような対比のもとに用いられていることもある。その場合、「からだ」は人間や動物の、心的あるいは精神的な面ではなく物質的な面を指す。また人間や動物の生理的な側面や、性的な側面を指すこともある（肉体ともいえる）。人間の生理的側面や医学・解剖学的側面を指して「からだ」と言っている場合は、「人体」が同義語である。
日常語で「体の具合はどうですか」と聞く時には、健康状態を尋ねている。その場合、単に生理的な面について聞いているだけではなく、気分がすぐれないとか、精神的にまいっているといった面も含め、心身の総体について聞いている。
自分のからだをどのように扱いそれにどのような意味を見出しているのか、他者の身体をどのように扱いそれにどのような意味を与えるのか、またそうした意味づけによって、人間存在と身体との関係をどのようにとらえるのか、ということは文化的なことである。人類がそうしたことについてどのようなルールを発達させてきたのかについてはあらためて多方面から問いただす必要があると考えられるようになっている、と波平恵美子は述べている。

## 人のからだ
自らの体を使って知ることは「体験」と呼ばれ、言葉だけによる知識とは区別され重視されている。
からだについての教育は日本では「保健」や「保健体育」という科目で行われている。
人間のからだは性別によって異なった傾向がある。それが喜びの源となっている場合もあれば、葛藤の源となっている場合もある（「性」・「ジェンダー」の項も参照）。
人間は衣類をまとい身体を隠し装う傾向がある。化粧によってからだを装う人も多い。からだに改変を加えようとする人もいる（身体改造）。からだを芸術の媒体（マチエール）として使う人もいる（ボディアート）。衣類をまとわない体は「裸」・「裸体」と呼ばれているが、それは現代人にとっては何らかの意味を持つようになっている（「ヌーディズム」の項も参照）。
死亡したことをはっきりさせたり強調する場合は「死体」と呼び区別される。「ご遺体」や「なきがら」・「骸（むくろ）」とも。逆に生きていることを明示する場合は「生体（せいたい）」と呼ばれることもある。日本には、欧米諸国などと比較すると、家族などの遺体にこだわりをもっており、それを取り戻そうとする文化を持っている。欧米では一般的には、日本人ほどには家族の遺体にこだわりを持たない。
体の位置や姿勢のことを「体位（たいい）」と呼ぶが、医療・看護・介護領域では特に頻繁に使われている。

## からだに関することば
- 上半身（じょうはんしん） - 人間の腰より上の部位を指す。下半身の対立概念。半身像とは上半身を絵画・塑像化（そぞうか）したものである。
- 下半身（かはんしん） - 人間の腰より下の部位を指す。上半身の対立概念。もっぱら人間の身体に対してのみ使う。下半身につける衣類をボトムスと言う。人間は日常生活において、下半身に比べ上半身の方をよく動かすため、下半身の贅肉は取れにくいと考えられている。生殖器官の婉曲表現としても用いられる。

主な部位
- 頭部
  - 脳 / 頭 / 目 / 耳 / 鼻 / 口 / 顎 / 歯 / 咽喉

頚部
  - 首 / 食道

胸部
  - 胸 / 乳房 / 乳首 / 心臓 / 肺 / 横隔膜

手
  - 手 / 指 / 手首 / 腕

## 生物一般において
生物の種によって多種多様な体の特徴があり、どの種にも共通する体の構造というものは皆無に等しい。
例えば人体は頭、手、足、目、鼻、口、耳や諸々の内臓といったさまざまな器官を持つが、これらは全ての生物に共通するわけではない。ただし生殖細胞は普通は体と言わない。その意味では、体という語は栄養体に関する用語である。

## 環境における差異
同じ種でも住む環境によって、体に差異がみられる。
人間の環境での体の違い
高緯度の人間は、赤道近くの人間より大きな目と大きな脳（灰白質）を持つ。これは知性に貢献するものでは無く、暗い灰色の空の下で高解像度で物を見るための進化とみられる。
恒温動物の環境での体の違い

## 関連書
- 多田道太郎『からだの日本文化』（2002年（平成14年））
- 鈴木隆雄『日本人のからだ: 健康・身体データ集』（朝倉書店、1996年（平成8年））